# Российско-эритрейские отношения
Росси́йско-эритре́йские отноше́ния — двусторонние дипломатические отношения между Россией и Эритреей.

## История
Дипломатические отношения между двумя странами были установлены 24 мая 1993 года. В июле 2000 и феврале 2003 года в Эритрею самолётами МЧС России доставлялась гуманитарная помощь.
Посольство России в Асмэре работает с июня 1994 года, посольство Эритреи в Москве открылось двумя годами позже — в июне 1996 года.
В настоящее время Чрезвычайный и Полномочный Посол России в Эритрее — Олег Владимирович Петренко (с 25 марта 2025 года). Посол Эритреи в Российской Федерации — Петрос Цеггай Асгедом (с 2014 года).
В период с 23 декабря 2010 года по 22 июля 2019 года в отношении Эритреи действовали санкции со стороны России. Ограничительные меры действовали в соответствии c резолюцией Совета Безопасности ООН 1907, принятой 23 декабря 2009 года. Указ о введении санкций в отношении Эритреи подписал 22 июля 2010 года действующий на тот момент Президент Российской Федерации Д. А. Медведев. 22 июля 2019 года, в соответствии с Указом Президента Российской Федерации № 348 «О признании утратившими силу отдельных положений Указа Президента Российской Федерации от 22 июля 2010 г. № 933 „О мерах по выполнению резолюции Совета Безопасности ООН 1907 от 23 декабря 2009 г.“» санкции со стороны России в отношении Эритреи были отменены.
В 2022 году Эритрея осудила санкции, введённые против России.
Во время вторжения России на Украину (с 2022 года), Эритрея была в числе стран, воздержавшихся от голосования по Резолюции Генеральной Ассамблеи ООН, осуждающей действия России.